# Sarona hiiaka
Sarona hiiaka är en insektsart som beskrevs av Asquith 1994. Sarona hiiaka ingår i släktet Sarona och familjen ängsskinnbaggar. Inga underarter finns listade i Catalogue of Life.